# Masternitzen
Masternitzen ist eine Ortschaft in der Gemeinde Gurk im Bezirk Sankt Veit an der Glan in Kärnten (Österreich). Die Ortschaft hat 8 Einwohner (Stand 1. Jänner 2024). Sie liegt auf dem Gebiet der Katastralgemeinde Gruska.

## Lage
Die Ortschaft liegt in den Wimitzer Bergen sonnseitig beim Freithofer Berg, etwa 3½ km Luftlinie westsüdwestlich des Pfarrorts Pisweg. Zur Ortschaft gehören die Gregorhube (Haus Nr. 1, im Franziszeischen Kataster Mastenitzen), Freithofer (Nr. 3, Freudhoffer) und die Robinighube (Nr. 4, Rubiny). Die Filialkirche St. Philippen bei Masternitzen, die zwischen diesen drei Höfen liegt, befindet sich in 1084 m Höhe am höchsten Punkt der von Weitensfeld nach Pisweg führenden Straße.

## Geschichte

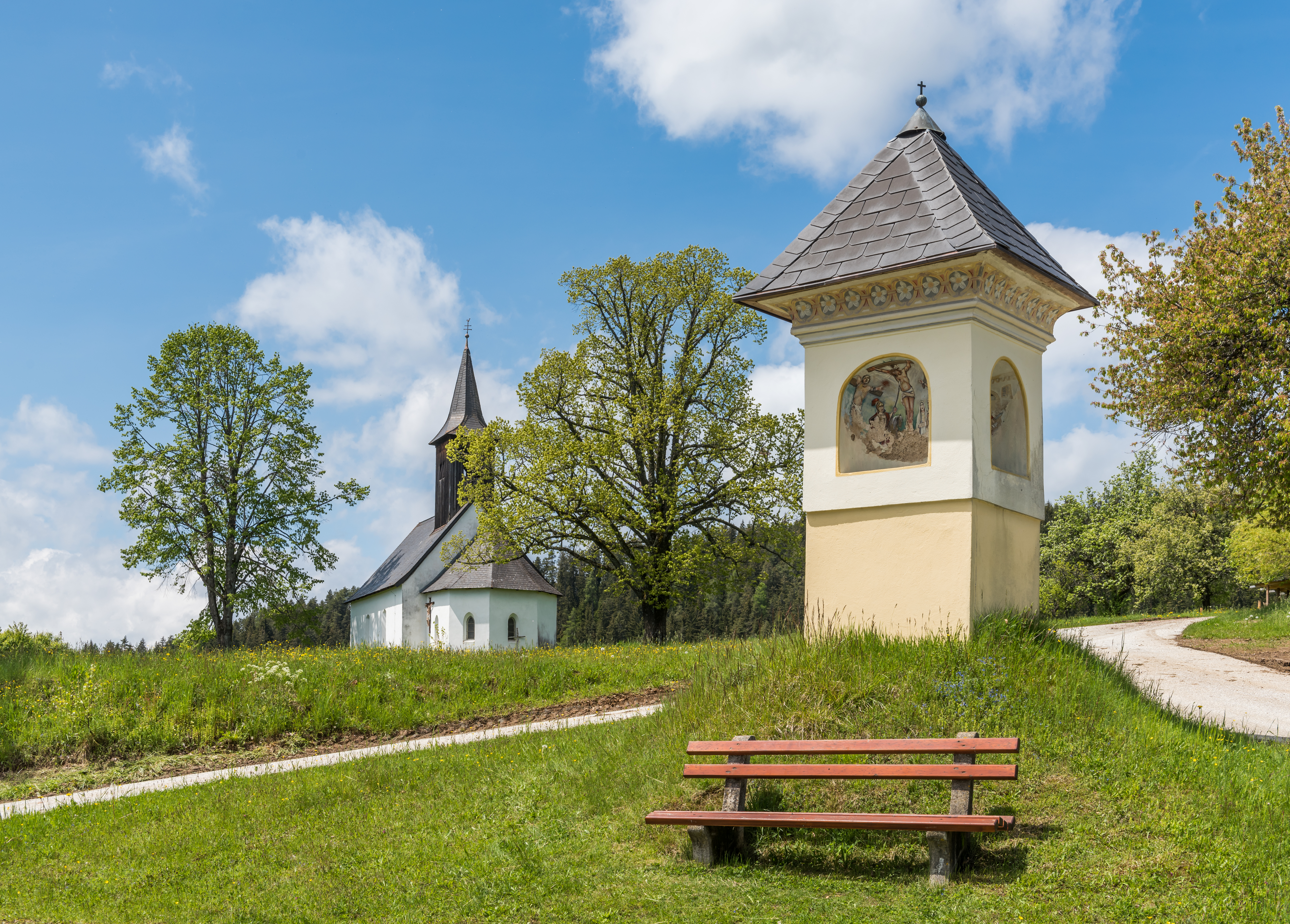
Bildstock und Filialkirche hll. Philippus und Jakobus in Masternitzen

1285 wird die Filialkirche hl. Philippus und Jakobus genannt. 1572 wird an der Maßtanitzen urkundlich genannt.
Auf dem Gebiet der Steuergemeinde Gruska gelegen, gehörte Masternitzen in der ersten Hälfte des 19. Jahrhunderts zum
Steuerbezirk Kraig und Nußberg. Bei Gründung der Ortsgemeinden im Zuge der Verwaltungsreformen Mitte des 19. Jahrhunderts kam Masternitzen an die Gemeinde Pisweg. Am 27. November 1904 brannte der Schnattlhof ab. Seit der Gemeindestrukturreform 1972 gehört der Ort zur Gemeinde Gurk.

## Bevölkerungsentwicklung
Für die Ortschaft ermittelte man folgende Einwohnerzahlen:
- 1869: 4 Häuser, 31 Einwohner[3]
- 1880: 4 Häuser, 28 Einwohner[4]
- 1890: 6 Häuser, 36 Einwohner[5]
- 1900: 5 Häuser, 48 Einwohner[6]
- 1910: 4 Häuser, 46 Einwohner[7]
- 1923: 4 Häuser, 36 Einwohner[8]
- 1934: 21 Einwohner[9]
- 1961: 3 Häuser, 19 Einwohner[10]
- 2001: 4 Gebäude (davon 3 mit Hauptwohnsitz) mit 3 Wohnungen; 16 Einwohner und 0 Nebenwohnsitzfälle; 3 Haushalte; 0 Arbeitsstätten, 3 land- und forstwirtschaftliche Betriebe[11]
- 2011: 4 Gebäude, 5 Einwohner, 3 Haushalte, 0 Arbeitsstätten[12]
- 2021: 5 Gebäude, 9 Einwohner, 3 Haushalte, 3 Arbeitsstätten[13]